# Кале-Эст

Кантон Кале-Эст в составе округа

Кале-Эст (фр. Calais-Est) — упраздненный кантон во Франции, регион Нор-Па-де-Кале, департамент Па-де-Кале. Входил в состав округа Кале.
В состав кантона входили коммуны (население по данным Национального института статистики за 2009 г.):
- Кале (14 141 чел.) (частично)
- Марк (9 340 чел.)

## Политика
На президентских выборах 2012 г. жители кантона отдали Франсуа Олланду в 1-м туре 31,0 % голосов против 25,5 % у Марин Ле Пен и 19,5 % у Николя Саркози, во 2-м туре в кантоне победил Олланд, получивший 60,3 % голосов (2007 г. 1 тур: Саркози — 25,2 %, Сеголен Руаяль — 25,1 %; 2 тур: Руаяль — 53,4 %). На выборах в Национальное собрание в 2012 г. по 7-му избирательному округу департамента Па-де-Кале они поддержали кандидата Социалистической партии Яна Капе, набравшего 35,4 % голосов в 1-м туре и 65,1 % — во 2-м туре. (2007 г. 1 тур: Наташа Бушар (СНД) — 34,3 %, 2 тур: Жиль Кокемпо — 53,5 %). На региональных выборах 2010 года в 1-м туре победил список социалистов, собравший 27,7 % голосов против 17,6 % у Национального фронта и 16,8 % у списка «правых». Во 2-м туре единый «левый список» с участием социалистов, коммунистов и «зелёных» во главе с Президентом регионального совета Нор-Па-де-Кале Даниэлем Першероном получил 55,6 % голосов, «правый» список во главе с сенатором Валери Летар занял второе место с 22,6 %, а  Национальный фронт Марин Ле Пен с 21,8 % финишировал третьим.
|  | Кандидат            | Партия                  | % голосов |
|  | ------------------- | ----------------------- | --------- |
|  | Серж Перон          | Социалистическая партия | 64,68     |
|  | Мари-Кристин Буржуа | Национальный фронт      | 35,32     |

|  | Кандидат   | Партия                  | % голосов |
|  | ---------- | ----------------------- | --------- |
|  | Серж Перон | Социалистическая партия | 100,00    |